# Brachystomatidae
Brachystomatidae (лат.) — семейство двукрылых насекомых из надсемейства Empidoidae. В семействе описано более 150 видов.

## Описание
Длина тела имаго от 1,5 до 10 мм. Голова обычно уже груди. У самок глаза широко расставлены. У самцов глаза обычно соприкасаются, реже разделены лобной полоской. Среднеспинка прямоугольная.

## Экология
Встречаются эти двукрылые возле водно-болотистых угодий и в лесах, часто также возле ручьёв. Имаго и личинки являются хищниками и питаются другими насекомыми.

## Систематика
В мировой фауне 20-22 рода более 150 видов, которые группируются в 3 подсемейства:
- Trichopezinae Sinclair & Cumming, 1994
  - Afropeza Sinclair & Shamshev, 2012
  - Apalocnemis Philippi, 1865
  - Adipsomyia Yang, Zhang & Zhang 2007[4]
  - Boreodromia Coquillett, 1903
  - Ceratempis Melander, 1927
  - Ephydrempis Saigusa, 1986
  - Gloma Meigen, 1822
  - Heleodromia Haliday, 1833
  - Heterophlebus Philippi, 1865
  - Pseudoheleodromia Wagner, 2001
  - Niphogenia Melander, 1927
  - Rubistella Jones, 1940
  - Sabroskyella Wilder, 1982
  - Sinotrichopeza Yang, Zhang & Zhang, 2007[5]
  - Trichopeza Rondani, 1856
- Ceratomerinae Collin, 1928
  - Ceratomerus Philippi, 1865
  - Glyphidopeza Sinclair, 1997
  - Zealandicesa Koçak & Kemal, 2010[6]
- Brachystomatinae Meigen, 1822
  - Anomalempis Melander, 1927
  - Brachystoma Meigen, 1822

## Распространение
Встречаются на всех континентах кроме Антарктиды.